# Fruit exotique
Un fruit exotique est un fruit qui a été transporté hors de son pays d'origine. Ce terme ne recouvre pas de réalité biologique et désigne communément, par ethnocentrisme, les fruits tropicaux,.
Ce terme se retrouve dans le titre de nombreux ouvrages consacrés à des desserts ou à des cocktails à base de fruits.
Certaines entreprises sont spécialisées dans cette activité sous cette appellation de « fruits exotiques ». Elles participent à l'activité plus large d'import-export de fruits et légumes comme l’acérola.

## Liste des fruits exotiques recensés[6]
- Acérola ou Cerise pays (Malpighia emarginata)
- Ananas (Ananas comosus)
- Avocat (Persea americana)
- Banane (Musa spp.)
- Carambole (Averrhoa carambola)
- Cerise de Cayenne (Eugenia uniflora)
- Corossol ou Graviola (Annona muricata)
- Durian (Durio zibethinus)
- Figue de Barbarie (Opuntia ficus-indica et humifusa)
- Goyave (Psidium guajava)
- Grenade (Punica granatum)
- Kiwano ou Concombre cornu ou Melon à corne (Cucumis metulifer)
- Litchi (Litchi chinensis)
- Mangue (Mangifera indica)
- Maracuja ou Fruit de la passion (Passiflora edulis)
- Noix de coco (Cocos nucifera)
- Papaye (Carica papaya)
- Pitaya ou Fruit du dragon (Hylocereus undatus)
- Pomme cannelle (Annona squamosa)
- Pomme d'eau ou Jambose rouge (Syzygium malaccense)
- Pomme de lait ou Pomme étoile (Chrysophyllum cainito)
- Prune de Cythère (Spondias dulcis)
- Quenette (Melicoccus bijugatus)
- Ramboutan ou Litchi chevelu (Nephelium lappaceum)
- Tamarin (Tamarindus indica)

## Article connexion
- Exotisme